# Une nouvelle amie

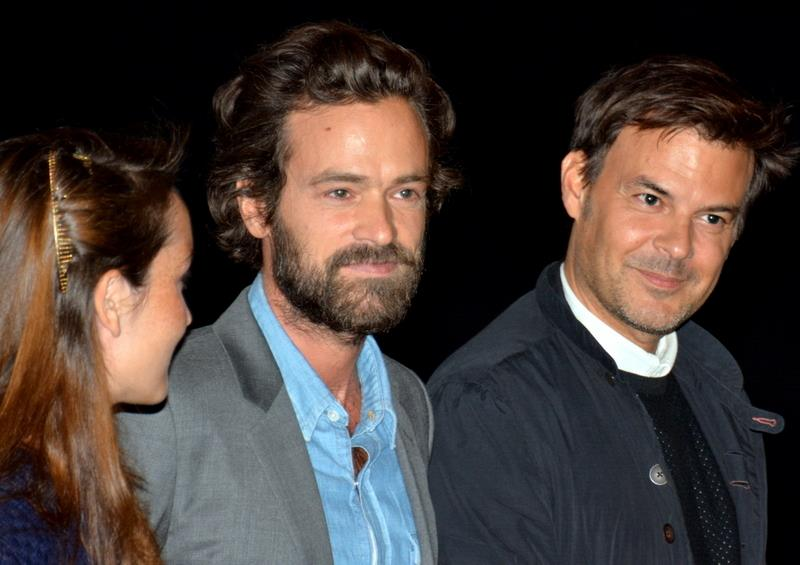
Anaïs Demoustier, Romain Duris en François Ozon tijdens een voorpremière van Une nouvelle amie (2014)

Une nouvelle amie is een Franse dramafilm uit 2014 onder regie van François Ozon. De film ging in première op 6 september op het Internationaal filmfestival van Toronto en maakte deel uit van de competitie op het Film Fest Gent 2014. De film is gebaseerd op het verhaal The New Girlfriend van Ruth Rendell.

## Verhaal
Claire (Anaïs Demoustier) is een jonge vrouw die in een depressie raakt nadat haar beste vriendin overlijdt. Ze ontdekt dat David (Romain Duris), de echtgenoot van haar overleden vriendin, zich graag verkleedt als vrouw. Doordat ze zijn geheim te weten komt, vindt ze ook haar levenslust terug.

## Rolverdeling
| Acteur                   | Personage        |
| ------------------------ | ---------------- |
| Romain Duris             | David / Virginia |
| Anaïs Demoustier         | Claire           |
| Raphaël Personnaz        | Gilles           |
| Isild Le Besco           | Laura            |
| Aurore Clément           | Liz              |
| Jean-Claude Bolle-Reddat | Robert           |
| Bruno Pérard             | Eva Carlton      |
| Claudine Chatel          | Oppas            |
| Anita Gillier            | Verpleegster     |
| Alex Fondja              | Verpleeghulp     |
| Jonathan Louis           | Man              |
| Zita Hanrot              | Serveerster      |
| Pierre Fabiani           | Man              |
| Mayline Dubois           | Laura (7 jaar)   |
| Anna Monedière           | Claire (7 jaar)  |